# Родні-Вілледж (Делавер)
Родні-Вілледж (англ. Rodney Village) — переписна місцевість (CDP) в окрузі Кент штату Делавер США. Населення — 1489 осіб (2020).

## Географія
Родні-Вілледж розташоване за координатами 39°7′42″ пн. ш. 75°32′22″ зх. д. / 39.12833° пн. ш. 75.53944° зх. д. (39.128362, -75.539468).  За даними Бюро перепису населення США в 2010 році переписна місцевість мала площу 1,54 км², уся площа — суходіл.

## Демографія
Згідно з переписом 2010 року, у переписній місцевості мешкало 1487 осіб у 589 домогосподарствах у складі 358 родин. Густота населення становила 967 осіб/км².  Було 622 помешкання (405/км²).
Расовий склад населення:
| - 49,3 % — чорних або афроамериканців - 38,9 % — білих - 4,2 % — азіатів - 0,6 % — корінних американців - 2,4 % — осіб інших рас |

До двох чи більше рас належало 4,6 %. Частка іспаномовних становила 7,0 % від усіх жителів.
За віковим діапазоном населення розподілялося таким чином: 22,6 % — особи молодші 18 років, 65,2 % — особи у віці 18—64 років, 12,2 % — особи у віці 65 років та старші. Медіана віку мешканця становила 33,9 року. На 100 осіб жіночої статі у переписній місцевості припадало 83,6 чоловіків;  на 100 жінок у віці від 18 років та старших — 85,0 чоловіків також старших 18 років.
Середній дохід на одне домашнє господарство  становив 48 330 доларів США (медіана — 50 724), а середній дохід на одну сім'ю — 53 527 доларів (медіана — 54 423). Медіана доходів становила 43 814 долари для чоловіків та 32 411 долар для жінок. За межею бідності перебувало 11,8 % осіб, у тому числі 11,2 % дітей у віці до 18 років та 4,8 % осіб у віці 65 років та старших.
Цивільне працевлаштоване населення становило 629 осіб. Основні галузі зайнятості: освіта, охорона здоров'я та соціальна допомога — 27,3 %, мистецтво, розваги та відпочинок — 24,0 %, будівництво — 12,1 %, роздрібна торгівля — 8,4 %.